# Coupe des États-Unis de soccer 2011
Navigation
Lamar Hunt U.S. Open Cup 2010 Lamar Hunt U.S. Open Cup 2012
La Coupe des États-Unis de soccer 2011 est la 98e édition de la Lamar Hunt U.S. Open Cup, la plus ancienne des compétitions dans le soccer américain. C'est un système à élimination directe mettant aux prises des clubs de soccer amateurs, semi-pros et professionnels affiliés à la Fédération des États-Unis de soccer, qui l'organise conjointement avec les ligues locales.
La finale se tient le 4 octobre 2011, après cinq autres tours à élimination directe dans la phase finale mettant aux prises des clubs amateurs et professionnels.
Les double tenants du titre sont les Seattle Sounders, vainqueur en finale des Columbus Crew. Une fois encore, en 2011, Seattle s'impose et devient la troisième équipe dans l'histoire de la compétition à remporter trois fois consécutives le titre après le Stix, Baer and Fuller FC (de 1933 à 1935 dont les deux dernières années sous le nom de St. Louis Central Breweries) et le Greek American AA, de 1967 à 1969.
Les vainqueurs, les Seattle Sounders remportent une place pour la Ligue des champions de la CONCACAF 2012-2013.

## Déroulement de la compétition
Comme lors de l'édition précédente, la compétition voit s'engager 40 équipes provenant des cinq niveaux du système américain. En raison de problèmes administratifs et d'un retard dans l'enregistrement du championnat auprès des autorités compétentes, la NASL n'a pas pu présenter d'équipes. La Major League Soccer propose six équipes automatiquement qualifiées en fonction de leur classement en championnat lors de la saison 2010 et deux se qualifiant après des éliminatoires.

## Calendrier
De par la taille du pays, les phases de qualification sont dirigées par des ligues nationales qui divisent elles-mêmes leurs phases de qualification selon la répartition géographique des clubs membres. Ainsi, selon les conférences, les qualifications peuvent être composées d'un à trois tours.

### Dates des matchs
| Tour                                               | Nom              | Dates retenues     | Équipes participantes | Équipes gagnantes |
| Compétition propre (2011)                          |                  |                    |                       |                   |
| Entrée de 32 équipes de NPSL/USASA/USL PDL/USL PRO |                  |                    |                       |                   |
| 1                                                  | Premier tour     | mar. 14 juin       | 32                    | 16                |
| 2                                                  | Deuxième tour    | mar. 21 juin       | 16                    | 8                 |
| Entrée des 8 clubs de Major League Soccer          |                  |                    |                       |                   |
| 3                                                  | Troisième tour   | mar. 28 juin       | 16                    | 8                 |
| 4                                                  | Quarts de finale | mar. 12-13 juillet | 8                     | 4                 |
| 5                                                  | Demi-finales     | mar. 30 août       | 4                     | 2                 |
| 6                                                  | Finale           | mardi 4 octobre    | 2                     | 1                 |

## Participants
| Entre au premier tour | Entre au premier tour                                                                                         | Entre au premier tour | Entre au premier tour | Entre au troisième tour |
| USASA/NPSL/PDL/USL PRO 8 équipes/4 équipes/9 équipes/11 équipes                                                                        | USASA/NPSL/PDL/USL PRO 8 équipes/4 équipes/9 équipes/11 équipes                                               | USASA/NPSL/PDL/USL PRO 8 équipes/4 équipes/9 équipes/11 équipes | USASA/NPSL/PDL/USL PRO 8 équipes/4 équipes/9 équipes/11 équipes | MLS 8 équipes |
| USASA - AAC Eagles - Doxa Italia - DV8 Defenders - Iowa Menace - ASC New Stars - New York Pancyprian-Freedoms - Phoenix SC - Regals FC | National Premier Soccer League - Brooklyn Italians - Chattanooga FC - Hollywood United Hitmen - Madison 56ers | Premier Development League - Carolina Dynamo - Chicago Fire Premier - Central Florida Kraze - Chivas El Paso Patriots - Kitsap Pumas - Reading United - Real Colorado Foxes - Ventura County Fusion - Western Mass Pioneers | USL Pro - Charleston Battery - Charlotte Eagles - Dayton Dutch Lions - Harrisburg City Islanders - Los Angeles Blues - FC New York - Orlando City SC - Pittsburgh Riverhounds - Richmond Kickers - Rochester Rhinos - Wilmington Hammerheads | - Chicago Fire - Columbus Crew - FC Dallas - Los Angeles Galaxy - New York Red Bulls - Real Salt Lake - Seattle Sounders FC - Sporting Kansas City |

Légende :

Major League Soccer (MLS) : Championnat de première division.

USL Pro : Championnat de troisième division organisé par la United Soccer Leagues (USL).

Premier Development League (PDL) : Championnat de quatrième division organisé par la United Soccer Leagues (USL).

National Premier Soccer League (NPSL) : Championnat de quatrième division organisé par la Fédération des États-Unis de soccer (USSF).

United States Adult Soccer Association (USASA) : Organisateur des championnats de divisions inférieures.

### Qualifications pour les équipes de Major League Soccer

#### Classement de la saison 2010 de MLS
Pour déterminer les équipes de Major League Soccer participant à l'US Open Cup, on prend en compte le classement de la saison 2010 de MLS. Ainsi, les six premières équipes américaines sont qualifiées d'office. Le Toronto FC étant une franchise canadienne, elle ne peut participer à la compétition, malgré sa 11e place. Voici le classement de la saison 2010 de MLS :
| Rang | Équipe                 | Pts | J  | G  | N  | P  | Bp | Bc | Diff |
| ---- | ---------------------- | --- | -- | -- | -- | -- | -- | -- | ---- |
| 1    | Los Angeles Galaxy     | 59  | 30 | 18 | 5  | 7  | 44 | 26 | +18  |
| 2    | Real Salt Lake         | 56  | 30 | 15 | 11 | 4  | 45 | 20 | +25  |
| 3    | New York Red Bulls     | 51  | 30 | 15 | 6  | 9  | 38 | 29 | +9   |
| 4    | FC Dallas              | 50  | 30 | 12 | 14 | 4  | 42 | 28 | +14  |
| 5    | Columbus Crew          | 50  | 30 | 14 | 8  | 8  | 40 | 34 | +6   |
| 6    | Seattle Sounders FC    | 48  | 30 | 14 | 6  | 10 | 39 | 35 | +4   |
| 7    | Colorado Rapids        | 46  | 30 | 12 | 10 | 8  | 44 | 32 | +12  |
| 8    | San José Earthquakes   | 46  | 30 | 13 | 7  | 10 | 34 | 33 | +1   |
| 9    | Kansas City Wizards    | 39  | 30 | 11 | 6  | 13 | 36 | 35 | +1   |
| 10   | Chicago Fire           | 36  | 30 | 9  | 9  | 12 | 37 | 38 | -1   |
| 11   | Toronto FC             | 35  | 30 | 9  | 8  | 13 | 33 | 41 | -8   |
| 12   | Houston Dynamo         | 33  | 30 | 9  | 6  | 15 | 40 | 49 | -9   |
| 13   | New England Revolution | 32  | 30 | 9  | 5  | 16 | 32 | 50 | -18  |
| 14   | Philadelphia Union     | 31  | 30 | 8  | 7  | 15 | 35 | 49 | -14  |
| 15   | Chivas USA             | 28  | 30 | 8  | 4  | 18 | 31 | 45 | -14  |
| 16   | D.C. United            | 22  | 30 | 6  | 4  | 20 | 21 | 47 | -26  |

- Qualification pour le troisième tour de la Coupe des États-Unis 2011
- Qualification pour les demi-finales du tour préliminaire de la Coupe des États-Unis 2011
- Qualification pour le barrage du tour préliminaire de la Coupe des États-Unis 2011

- À ces équipes, il faut rajouter la franchise d'expansion en 2011, les Portland Timbers qui accèdent au tour préliminaire.

Les deux dernières franchises sont déterminées par un tournoi de qualification. Le tableau se base plus sur la géographie que sur le classement des têtes de série. Ainsi, toutes les équipes dans la partie supérieure du tableau appartiennent à la conférence Ouest, à l'exception du Chicago Fire et toutes les équipes de la partie inférieure appartiennent à la conférence Est, à l'exception du Houston Dynamo.

#### Tableau
|  | Tour préliminaire |                  |   |
|  |                   |                  |   |
|  | 0                 | Portland Timbers | 2 |
|  | 15                | Chivas USA       | 0 |

|  | Tour préliminaire |                      |       |
|  |                   |                      |       |
|  | 16                | D.C. United (t.a.b.) | 2 (4) |
|  | 14                | Philadelphia Union   | 2 (2) |

#### Tableau final
|  | Quarts de finale                                    | Quarts de finale                     |                                                                  |       | Demi-finales                                | Demi-finales                                |  |  | Finale             | Finale             |
|  | Quarts de finale                                    | Quarts de finale                     |                                                                  |       | Demi-finales                                | Demi-finales                                |  |  | Finale             | Finale             |
|  |                                                     |                                      |                                                                  |       |                                             |                                             |  |  |                    |                    |
|  | 3 mai 2011, Jeld-Wen Field, Portland                | 3 mai 2011, Jeld-Wen Field, Portland |                                                                  |       | 24 mai 2011, Buck Shaw Stadium, Santa Clara | 24 mai 2011, Buck Shaw Stadium, Santa Clara |  |  | Équipes qualifiées | Équipes qualifiées |
|  | 3 mai 2011, Jeld-Wen Field, Portland                | 3 mai 2011, Jeld-Wen Field, Portland |                                                                  |       | 24 mai 2011, Buck Shaw Stadium, Santa Clara | 24 mai 2011, Buck Shaw Stadium, Santa Clara |  |  | Équipes qualifiées | Équipes qualifiées |
|  | Portland Timbers                                    | 0                                    |                                                                  |       | 24 mai 2011, Buck Shaw Stadium, Santa Clara | 24 mai 2011, Buck Shaw Stadium, Santa Clara |  |  | Équipes qualifiées | Équipes qualifiées |
|  | Portland Timbers                                    | 0                                    |                                                                  |       | 24 mai 2011, Buck Shaw Stadium, Santa Clara | 24 mai 2011, Buck Shaw Stadium, Santa Clara |  |  | Équipes qualifiées | Équipes qualifiées |
|  | (8) San Jose Earthquakes                            | 1 a. p.                              |                                                                  |       | 24 mai 2011, Buck Shaw Stadium, Santa Clara | 24 mai 2011, Buck Shaw Stadium, Santa Clara |  |  | Équipes qualifiées | Équipes qualifiées |
|  | (8) San Jose Earthquakes                            | 1 a. p.                              | (8) San Jose Earthquakes                                         | 2 (4) |                                             |                                             |  |  | Équipes qualifiées | Équipes qualifiées |
|  | 30 mars 2011, Shea Stadium, Peoria                  |                                      | (8) San Jose Earthquakes                                         | 2 (4) |                                             |                                             |  |  | Équipes qualifiées | Équipes qualifiées |
|  |                                                     | (10) Chicago Fire t.a.b              | 2 (5)                                                            |       |                                             |                                             |  |  | Équipes qualifiées | Équipes qualifiées |
|  | (10) Chicago Fire                                   | (10) Chicago Fire t.a.b              | 2 (5)                                                            | 2     |                                             |                                             |  |  | Équipes qualifiées | Équipes qualifiées |
|  | (10) Chicago Fire                                   |                                      |                                                                  | 2     |                                             |                                             |  |  | Équipes qualifiées | Équipes qualifiées |
|  | (7) Colorado Rapids                                 | 1                                    |                                                                  |       |                                             |                                             |  |  | Équipes qualifiées | Équipes qualifiées |
|  | (7) Colorado Rapids                                 | 1                                    | (10) Chicago Fire                                                |       |                                             |                                             |  |  |                    |                    |
|  | 6 avril 2011, Aggie Soccer Stadium, College Station |                                      |                                                                  |       |                                             |                                             |  |  |                    |                    |
|  |                                                     | (9) Sporting Kansas City             |                                                                  |       |                                             |                                             |  |  |                    |                    |
|  | (12) Houston Dynamo                                 | 0                                    |                                                                  |       |                                             |                                             |  |  |                    |                    |
|  | (12) Houston Dynamo                                 | 0                                    | 25 mai 2011, Blue Valley District Athletic Center, Overland Park |       |                                             |                                             |  |  |                    |                    |
|  | (9) Sporting Kansas City                            | 1 a. p.                              |                                                                  |       |                                             |                                             |  |  |                    |                    |
|  | (9) Sporting Kansas City                            | 1 a. p.                              | (9) Sporting Kansas City                                         | 5     |                                             |                                             |  |  |                    |                    |
|  | 26 avril 2011, Maryland SoccerPlex, Boyds           |                                      | (9) Sporting Kansas City                                         | 5     |                                             |                                             |  |  |                    |                    |
|  |                                                     | (13) New England Revolution          | 0                                                                |       |                                             |                                             |  |  |                    |                    |
|  | (16) D.C. United                                    | (13) New England Revolution          | 0                                                                | 2     |                                             |                                             |  |  |                    |                    |
|  | (16) D.C. United                                    |                                      |                                                                  | 2     |                                             |                                             |  |  |                    |                    |
|  | (13) New England Revolution                         | 3                                    |                                                                  |       |                                             |                                             |  |  |                    |                    |
|  | (13) New England Revolution                         | 3                                    |                                                                  |       |                                             |                                             |  |  |                    |                    |

#### Résultats

##### Tour préliminaire
| 29 mars 2011 | Portland Timbers           | 2 - 0   | Chivas USA                                 |                                                                                           |                                                                                           |
| 19h00 UTC-8  | Jewsbury 84e · Brunner 86e | (0 - 0) |                                            | Merlo Field, Université de Portland, Portland Spectateurs : 5 061 Arbitrage : Juan Guzman | Merlo Field, Université de Portland, Portland Spectateurs : 5 061 Arbitrage : Juan Guzman |
| 19h00 UTC-8  | Purdy 74e · Hall 89e       | Rapport | 14e Mondaini · 35e, 43e Boyens · 49e Braun | Merlo Field, Université de Portland, Portland Spectateurs : 5 061 Arbitrage : Juan Guzman | Merlo Field, Université de Portland, Portland Spectateurs : 5 061 Arbitrage : Juan Guzman |

| 6 avril 2011 | DC United                             | 2 - 2 4 - 2 t. a. b. | Philadelphia Union                        |                                                                           |                                                                           |
| 19h30 UTC-5  | Wolff 45e · Woolard 111e              | (1 - 1)              | 18e Ruiz · 118e Carroll                   | Maryland SoccerPlex, Boyds Spectateurs : 2 347 Arbitrage : Andrew Chaplin | Maryland SoccerPlex, Boyds Spectateurs : 2 347 Arbitrage : Andrew Chaplin |
| 19h30 UTC-5  | Fred 25e · Jaković 70e                | Rapport              | 73e Ruiz · 39e, 86e Valdés · 118e Nowak · | Maryland SoccerPlex, Boyds Spectateurs : 2 347 Arbitrage : Andrew Chaplin | Maryland SoccerPlex, Boyds Spectateurs : 2 347 Arbitrage : Andrew Chaplin |
| 19h30 UTC-5  | Pontius · Barklage · Najar · Bošković | Tirs au but 4 - 2    | Le Toux · McInerney · Torres · Nakazawa   | Maryland SoccerPlex, Boyds Spectateurs : 2 347 Arbitrage : Andrew Chaplin | Maryland SoccerPlex, Boyds Spectateurs : 2 347 Arbitrage : Andrew Chaplin |

##### Demi-finales de qualification
| 30 mars 2011 | Chicago Fire              | 2 - 1   | Colorado Rapids |                      |                      |
| 19h00 UTC-6  | Puerari 45e · Anibaba 61e | (0 - 0) | 46e Akpan       | Shea Stadium, Peoria | Shea Stadium, Peoria |
| 19h00 UTC-6  | Anibaba 89e               | Rapport |                 | Shea Stadium, Peoria | Shea Stadium, Peoria |

| 6 avril 2011 | Houston Dynamo                                       | 0 - 1 a. p. | Sporting Kansas City |                                                                                     |                                                                                     |
| 19h00 UTC-7  |                                                      | (0 - 0)     | 92e Sapong           | Aggie Soccer Stadium, College Station Spectateurs : 2 383 Arbitrage : Ismail Elfath | Aggie Soccer Stadium, College Station Spectateurs : 2 383 Arbitrage : Ismail Elfath |
| 19h00 UTC-7  | Sarkodie 5e · Palmer 43e · Chabala 65e · Boswell 73e | Rapport     | 45+1e Bravo          | Aggie Soccer Stadium, College Station Spectateurs : 2 383 Arbitrage : Ismail Elfath | Aggie Soccer Stadium, College Station Spectateurs : 2 383 Arbitrage : Ismail Elfath |

| 26 avril 2011 | DC United        | 2 - 3   | New England Revolution   |                                                           |                                                           |
| 19h30 UTC-5   | Bošković 73e 83e | (0 - 0) | 37e 47e Dube · 67e Koger | Maryland SoccerPlex, Boyds Arbitrage : Juan Carlos Rivero | Maryland SoccerPlex, Boyds Arbitrage : Juan Carlos Rivero |

| 3 mai 2011  | Portland Timbers | 0 - 1 a. p. | San Jose Earthquakes |                                                                              |                                                                              |
| 19h30 UTC-5 |                  | (0 - 0)     | 120e Opara           | Jeld-Wen Field, Portland Spectateurs : 11 412 Arbitrage : Alejandro Mariscal | Jeld-Wen Field, Portland Spectateurs : 11 412 Arbitrage : Alejandro Mariscal |

##### Finales de qualification
| 24 mai 2011 | San Jose Earthquakes                                            | 2 - 2 4 - 5 t. a. b. | Chicago Fire                                         |                                                                               |                                                                               |
| 19h30 UTC-5 | McLoughlin 14e · Morrow 43e                                     | (2 - 0)              | 61e Barouch · 76e Cuesta                             | Buck Shaw Stadium, Santa Clara Spectateurs : 4 124 Arbitrage : Daniel Radford | Buck Shaw Stadium, Santa Clara Spectateurs : 4 124 Arbitrage : Daniel Radford |
| 19h30 UTC-5 | Rapport                                                         |                      |                                                      | Buck Shaw Stadium, Santa Clara Spectateurs : 4 124 Arbitrage : Daniel Radford | Buck Shaw Stadium, Santa Clara Spectateurs : 4 124 Arbitrage : Daniel Radford |
| 19h30 UTC-5 | Wondolowski · Cronin · Corrales · Stephenson · McDonald · Sealy | Tirs au but 4 - 5    | Pappa · Pause · Nazarit · Barouch · Oduro · Paladini | Buck Shaw Stadium, Santa Clara Spectateurs : 4 124 Arbitrage : Daniel Radford | Buck Shaw Stadium, Santa Clara Spectateurs : 4 124 Arbitrage : Daniel Radford |

| 25 mai 2011 | Sporting Kansas City                       | 5 - 0   | New England Revolution |                                                                                                  |                                                                                                  |
|             | Myers 9e 19e · Sapong 24e 88e · Collin 81e | (3 - 0) |                        | Blue Valley District Athletic Center, Overland Park Spectateurs : 1 228 Arbitrage : Sorin Stoica | Blue Valley District Athletic Center, Overland Park Spectateurs : 1 228 Arbitrage : Sorin Stoica |
|             | Rapport                                    |         |                        | Blue Valley District Athletic Center, Overland Park Spectateurs : 1 228 Arbitrage : Sorin Stoica | Blue Valley District Athletic Center, Overland Park Spectateurs : 1 228 Arbitrage : Sorin Stoica |

## Résultats

### Premier tour
| Division  | Club                         | Score            | Club                    | Division  |
| --------- | ---------------------------- | ---------------- | ----------------------- | --------- |
| (USL Pro) | FC New York                  | 3-0              | Western Mass Pioneers   | (PDL)     |
| (USL Pro) | Harrisburg City Islanders    | 2-1              | Reading United          | (PDL)     |
| (USL Pro) | Pittsburgh Riverhounds       | 3-2 a.p.         | Chattanooga FC          | (NPSL)    |
| (USL Pro) | Richmond Kickers             | 4-1              | Dayton Dutch Lions      | (USL Pro) |
| (PDL)     | Carolina Dynamo              | 1-3              | Charlotte Eagles        | (USL Pro) |
| (USASA)   | New York Pancyprian-Freedoms | 2-1              | Brooklyn Italians       | (NPSL)    |
| (USL Pro) | Wilmington Hammerheads       | 4-0              | Central Florida Kraze   | (PDL)     |
| (USL Pro) | Orlando City SC              | 4-0              | ASC New Stars           | (USASA)   |
| (USL Pro) | Charleston Battery           | 2-0              | Regals FC               | (USASA)   |
| (USL Pro) | Rochester Rhinos             | 2-1              | Phoenix SC              | (USASA)   |
| (NPSL)    | Madison 56ers                | 4-0              | AAC Eagles              | (USASA)   |
| (USASA)   | Iowa Menace                  | 0-1              | Chicago Fire Premier    | (PDL)     |
| (USL Pro) | Los Angeles Blues            | 3-1              | Hollywood United Hitmen | (NPSL)    |
| (PDL)     | Real Colorado Foxes          | 5-0              | DV8 Defenders           | (USASA)   |
| (PDL)     | Chivas El Paso Patriots      | 0-0 (5-6 t.a.b.) | Kitsap Pumas            | (PDL)     |
| (PDL)     | Ventura County Fusion        | 3-1              | Doxa Italia             | (USASA)   |

### Deuxième tour
| Division  | Club                      | Score            | Club                         | Division  |
| --------- | ------------------------- | ---------------- | ---------------------------- | --------- |
| (USL Pro) | Harrisburg City Islanders | 0-1              | Rochester Rhinos             | (USL Pro) |
| (USL Pro) | Richmond Kickers          | 4-1              | Pittsburgh Riverhounds       | (USL Pro) |
| (USL Pro) | FC New York               | 0-0 (6-5 t.a.b.) | New York Pancyprian-Freedoms | (USASA)   |
| (USL Pro) | Wilmington Hammerheads    | 3-2 a.p.         | Charlotte Eagles             | (USL Pro) |
| (USL Pro) | Charleston Battery        | 0-1              | Orlando City SC              | (USL Pro) |
| (PDL)     | Kitsap Pumas              | 3-1              | Real Colorado Foxes          | (PDL)     |
| (PDL)     | Ventura County Fusion     | 0-1              | Los Angeles Blues            | (USL Pro) |
| (NPSL)    | Madison 56ers             | 0-2              | Chicago Fire Premier         | (PDL)     |

### Troisième tour
Les rencontres ont lieu le mardi 28 juin 2011, les heures sont notées en heure locale. À ce stade de la compétition, chaque rencontre voit s'affronter une équipe de Major League Soccer et une équipe semi-pro ou amateur.
| Division  | Club                 | Résultat | Club                   | Division  | Lieu                                      | Affluence | Date, heure     |
| --------- | -------------------- | -------- | ---------------------- | --------- | ----------------------------------------- | --------- | --------------- |
| (MLS)     | Columbus Crew        | 1-2      | Richmond Kickers       | (USL Pro) | Columbus Crew Stadium, Columbus, OH       | 1 845     | Mardi 28, 19h30 |
| (USL Pro) | Rochester Rhinos     | 0-1      | Chicago Fire           | (MLS)     | Sahlen's Stadium, Rochester, NY           | 5 558     | Mardi 28, 19h35 |
| (MLS)     | New York Red Bulls   | 3-1      | FC New York            | (USL Pro) | Red Bull Arena, Harrison, NJ              | 2 074     | Mardi 28, 20h00 |
| (MLS)     | Sporting Kansas City | 3-0      | Chicago Fire Premier   | (PDL)     | Livestrong Sporting Park, Kansas City, KS | 4 487     | Mardi 28, 19h30 |
| (MLS)     | FC Dallas            | 3-2      | Orlando City SC        | (USL Pro) | Pizza Hut Park, Frisco, TX                | 1 876     | Mardi 28, 20h00 |
| (MLS)     | Real Salt Lake       | 2-0      | Wilmington Hammerheads | (USL Pro) | Rio Tinto Stadium, Sandy, UT              | 7 620     | Mardi 28, 19h00 |
| (MLS)     | Seattle Sounders     | 2-1      | Kitsap Pumas           | (PDL)     | Starfire Sports Complex, Tukwila, WA      | 3 811     | Mardi 28, 19h00 |
| (MLS)     | Los Angeles Galaxy   | 2-1      | Los Angeles Blues      | (USL Pro) | Titan Stadium, Fullerton, CA              | 3 627     | Mardi 28, 19h30 |

### Quarts de finale
Les rencontres ont lieu les 12 et 13 juillet 2011.
À ce stade de la compétition, ce sont les Richmond Kickers évoluant en USL Pro qui font figured de petit poucet.
| 12 juillet 2011                                                  | Chicago Fire (MLS)                     | 4 - 0   | (MLS) New York Red Bulls |                                                        |                                                        |
| 17h30 UTC-5 (repoussé à 19h30 à la suite d'une panne de courant) | 7e Oduro · 49eCuesta · 52e 69e Barouch | (1 - 0) |                          | Bridgeview, Bridgeview, IL Arbitrage : Hilario Grajeda | Bridgeview, Bridgeview, IL Arbitrage : Hilario Grajeda |
| 17h30 UTC-5 (repoussé à 19h30 à la suite d'une panne de courant) | Rapport                                |         |                          | Bridgeview, Bridgeview, IL Arbitrage : Hilario Grajeda | Bridgeview, Bridgeview, IL Arbitrage : Hilario Grajeda |

| 12 juillet 2011 | Sporting Kansas City (MLS)     | 2 - 0   | (USL Pro) Richmond Kickers |                                                                                         |                                                                                         |
| 19h30 UTC-5     | 66e Bangura · 87e (pen.) Bulow | (0 - 0) |                            | Livestrong Sporting Park, Kansas City, KS Spectateurs : 4 794 Arbitrage : Mark Kadlecik | Livestrong Sporting Park, Kansas City, KS Spectateurs : 4 794 Arbitrage : Mark Kadlecik |
| 19h30 UTC-5     | Rapport                        |         |                            | Livestrong Sporting Park, Kansas City, KS Spectateurs : 4 794 Arbitrage : Mark Kadlecik | Livestrong Sporting Park, Kansas City, KS Spectateurs : 4 794 Arbitrage : Mark Kadlecik |

| 12 juillet 2011 | FC Dallas (MLS)           | 2 - 0   | (MLS) Real Salt Lake |                                                        |                                                        |
| 20h00 UTC-5     | 18e Benítez · 54e Jackson | (1 - 0) |                      | Pizza Hut Park, Frisco, TX Arbitrage : Michael Kennedy | Pizza Hut Park, Frisco, TX Arbitrage : Michael Kennedy |
| 20h00 UTC-5     | Rapport                   |         |                      | Pizza Hut Park, Frisco, TX Arbitrage : Michael Kennedy | Pizza Hut Park, Frisco, TX Arbitrage : Michael Kennedy |

| 13 juillet 2011 | Sounders FC de Seattle (MLS)        | 3 - 1   | (MLS) Los Angeles Galaxy |                                                                                  |                                                                                  |
| 19h00 UTC-7     | 4e Jaqua · 25e Montero · 74e Neagle | (2 - 1) | 37e Cristman             | Starfire Sports Complex, Tukwila, WA Spectateurs : 4 322 Arbitrage : Kevin Stott | Starfire Sports Complex, Tukwila, WA Spectateurs : 4 322 Arbitrage : Kevin Stott |
| 19h00 UTC-7     | Rapport                             |         |                          | Starfire Sports Complex, Tukwila, WA Spectateurs : 4 322 Arbitrage : Kevin Stott | Starfire Sports Complex, Tukwila, WA Spectateurs : 4 322 Arbitrage : Kevin Stott |

### Demi-finales
Les rencontres ont lieu le 30 août 2011.
À ce stade de la compétition, les Richmond Kickers sont toujours le petit poucet.
| 30 août 2031 | Chicago Fire             | 2 - 1   | Richmond Kickers |                                                                        |                                                                        |
| 19h30 UTC-5  | Grazzini 32e · Oduro 61e | (1 - 0) | 68e William      | Toyota Park, Bridgeview, IL Spectateurs : 8 909 Arbitrage : Jasen Anno | Toyota Park, Bridgeview, IL Spectateurs : 8 909 Arbitrage : Jasen Anno |
| 19h30 UTC-5  | Rapport                  |         |                  | Toyota Park, Bridgeview, IL Spectateurs : 8 909 Arbitrage : Jasen Anno | Toyota Park, Bridgeview, IL Spectateurs : 8 909 Arbitrage : Jasen Anno |

| 30 août 2011 | Sounders FC de Seattle | 1 - 0   | FC Dallas |                                                                                      |                                                                                      |
| 19h00 UTC-7  | Montero 40e            | (1 - 0) |           | Starfire Sports Complex, Tukwila, WA Spectateurs : 4 593 Arbitrage : Hilario Grajeda | Starfire Sports Complex, Tukwila, WA Spectateurs : 4 593 Arbitrage : Hilario Grajeda |
| 19h00 UTC-7  | Rapport                |         |           | Starfire Sports Complex, Tukwila, WA Spectateurs : 4 593 Arbitrage : Hilario Grajeda | Starfire Sports Complex, Tukwila, WA Spectateurs : 4 593 Arbitrage : Hilario Grajeda |

### Finale
| 4 octobre 2011 | Seattle Sounders           | 2 - 0   | Chicago Fire |                                                                           |                                                                           |
| 19h00 UTC-7    | Montero 77e · Alonso 90+6e | (0 - 1) |              | CenturyLink Field, Seattle, WA Spectateurs : 35 615 Arbitrage : Alex Prus | CenturyLink Field, Seattle, WA Spectateurs : 35 615 Arbitrage : Alex Prus |
| 19h00 UTC-7    | Rapport                    |         |              | CenturyLink Field, Seattle, WA Spectateurs : 35 615 Arbitrage : Alex Prus | CenturyLink Field, Seattle, WA Spectateurs : 35 615 Arbitrage : Alex Prus |

| Vainqueur de l'US Open Cup 2011 Seattle Sounders 3e titre |

La finale est un match de football entre le Seattle Sounders FC et le Chicago Fire, joué le 4 octobre 2011 au CenturyLink Field de Seattle, dans l'état de Washington. Le Seattle Sounders FC remporte la victoire en battant le Chicago Fire 2-0 avec des buts marqués par Fredy Montero et Osvaldo Alonso. Le nombre de spectateurs a atteint 36 615, battant ainsi le record de la finale de l'année précédente, lorsque Seattle avait également gagné dans son stade. Seattle est devenue la première équipe depuis 1968 à remporter trois championnats consécutifs de la coupe des États-Unis et la quatrième équipe à le faire dans l'histoire du tournoi.
Le Sounders FC s'est automatiquement qualifié pour le troisième tour du tournoi de la coupe en terminant parmi les six premiers de la saison 2010 de la Major League Soccer. Quant aux Fire,  ils ont dû participer à deux tours de qualification avant d'entrer dans le tournoi officiel. Avant la finale, Chicago et Seattle s'étaient rencontrés à deux reprises en 2011, Seattle ayant remporté un match et l'autre s'étant soldé par un match nul.
La finale a été retransmise en direct sur Fox Soccer. C'était la deuxième année consécutive que la finale du tournoi se jouait au CenturyLink Field. En tant que vainqueur du tournoi, le club de Seattle a obtenu une place pour la Ligue des champions de la CONCACAF 2012-2013 et a reçu un prix de 100 000 $. Le club de Chicago a reçu un prix de 50 000 $ en tant que finaliste. Après la finale, des critiques se sont élevées à l'encontre des Sounders concernant leur réception à domicile de tous les matchs de la coupe. En réponse, la Fédération américaine de football a annoncé des changements dans le règlement de détermination de l'hôte des matchs de ce tournoi.

### Tableau final
|  | Quarts de finale                                       | Quarts de finale                         |                  |   | Demi-finales                          | Demi-finales                          |  |  | Finale                                     | Finale                                     |
|  | Quarts de finale                                       | Quarts de finale                         |                  |   | Demi-finales                          | Demi-finales                          |  |  | Finale                                     | Finale                                     |
|  |                                                        |                                          |                  |   |                                       |                                       |  |  |                                            |                                            |
|  | 12 juillet 2011, Toyota Park, Bridgeview               | 12 juillet 2011, Toyota Park, Bridgeview |                  |   | 30 août 2011, Toyota Park, Bridgeview | 30 août 2011, Toyota Park, Bridgeview |  |  | 4 octobre 2011, CenturyLink Field, Seattle | 4 octobre 2011, CenturyLink Field, Seattle |
|  | 12 juillet 2011, Toyota Park, Bridgeview               | 12 juillet 2011, Toyota Park, Bridgeview |                  |   | 30 août 2011, Toyota Park, Bridgeview | 30 août 2011, Toyota Park, Bridgeview |  |  | 4 octobre 2011, CenturyLink Field, Seattle | 4 octobre 2011, CenturyLink Field, Seattle |
|  | Chicago Fire                                           | 4                                        |                  |   | 30 août 2011, Toyota Park, Bridgeview | 30 août 2011, Toyota Park, Bridgeview |  |  | 4 octobre 2011, CenturyLink Field, Seattle | 4 octobre 2011, CenturyLink Field, Seattle |
|  | Chicago Fire                                           | 4                                        |                  |   | 30 août 2011, Toyota Park, Bridgeview | 30 août 2011, Toyota Park, Bridgeview |  |  | 4 octobre 2011, CenturyLink Field, Seattle | 4 octobre 2011, CenturyLink Field, Seattle |
|  | New York Red Bulls                                     | 0                                        |                  |   | 30 août 2011, Toyota Park, Bridgeview | 30 août 2011, Toyota Park, Bridgeview |  |  | 4 octobre 2011, CenturyLink Field, Seattle | 4 octobre 2011, CenturyLink Field, Seattle |
|  | New York Red Bulls                                     | 0                                        | Chicago Fire     | 2 |                                       |                                       |  |  | 4 octobre 2011, CenturyLink Field, Seattle | 4 octobre 2011, CenturyLink Field, Seattle |
|  | 12 juillet 2011, Livestrong Sporting Park, Kansas City |                                          | Chicago Fire     | 2 |                                       |                                       |  |  | 4 octobre 2011, CenturyLink Field, Seattle | 4 octobre 2011, CenturyLink Field, Seattle |
|  |                                                        | Richmond Kickers                         | 1                |   |                                       |                                       |  |  | 4 octobre 2011, CenturyLink Field, Seattle | 4 octobre 2011, CenturyLink Field, Seattle |
|  | Sporting Kansas City                                   | Richmond Kickers                         | 1                | 0 |                                       |                                       |  |  | 4 octobre 2011, CenturyLink Field, Seattle | 4 octobre 2011, CenturyLink Field, Seattle |
|  | Sporting Kansas City                                   |                                          |                  | 0 |                                       |                                       |  |  | 4 octobre 2011, CenturyLink Field, Seattle | 4 octobre 2011, CenturyLink Field, Seattle |
|  | Richmond Kickers                                       | 2                                        |                  |   |                                       |                                       |  |  | 4 octobre 2011, CenturyLink Field, Seattle | 4 octobre 2011, CenturyLink Field, Seattle |
|  | Richmond Kickers                                       | 2                                        | Seattle Sounders | 2 |                                       |                                       |  |  |                                            |                                            |
|  | 12 juillet 2011, Pizza Hut Park, Frisco                |                                          | Seattle Sounders | 2 |                                       |                                       |  |  |                                            |                                            |
|  |                                                        | Chicago Fire                             | 0                |   |                                       |                                       |  |  |                                            |                                            |
|  | FC Dallas                                              | Chicago Fire                             | 0                | 2 |                                       |                                       |  |  |                                            |                                            |
|  | FC Dallas                                              | 30 août 2011, Bridgeview, Chicago        |                  | 2 |                                       |                                       |  |  |                                            |                                            |
|  | Real Salt Lake                                         | 0                                        |                  |   |                                       |                                       |  |  |                                            |                                            |
|  | Real Salt Lake                                         | 0                                        | Seattle Sounders | 1 |                                       |                                       |  |  |                                            |                                            |
|  | 13 juillet 2011, Starfire Sports Complex, Tukwila      |                                          | Seattle Sounders | 1 |                                       |                                       |  |  |                                            |                                            |
|  |                                                        | FC Dallas                                | 0                |   |                                       |                                       |  |  |                                            |                                            |
|  | Seattle Sounders                                       | FC Dallas                                | 0                | 3 |                                       |                                       |  |  |                                            |                                            |
|  | Seattle Sounders                                       |                                          |                  | 3 |                                       |                                       |  |  |                                            |                                            |
|  | Los Angeles Galaxy                                     | 1                                        |                  |   |                                       |                                       |  |  |                                            |                                            |
|  | Los Angeles Galaxy                                     | 1                                        |                  |   |                                       |                                       |  |  |                                            |                                            |

## Synthèse

### Nombre d'équipes par division et par tour
| Divisions / Manches       | Premier tour  | Deuxième tour | Troisième tour | Quarts de finale | Demi- finales | Finale |
| ------------------------- | ------------- | ------------- | -------------- | ---------------- | ------------- | ------ |
| MLS (D1) 8 équipes        | Non présentes | Non présentes | 8              | 7                | 3             | 2      |
| USL Pro (D3) 11 équipes   | 11            | 10            | 6              | 1                | 1             | Aucune |
| PDL (D4) 9 équipes        | 9             | 4             | 2              | Aucune           | Aucune        | Aucune |
| NPSL (D4) 4 équipes       | 4             | 1             | Aucune         | Aucune           | Aucune        | Aucune |
| USASA (D5 à D9) 8 équipes | 8             | 1             | Aucune         | Aucune           | Aucune        | Aucune |
| Total                     | 32            | 16            | 16             | 8                | 4             | 2      |

## Meilleurs buteurs
| Rang | Joueur           | Équipe                       | Buts |
| ---- | ---------------- | ---------------------------- | ---- |
| 1    | David Bulow      | Richmond Kickers             | 6    |
| 2    | Jhonny Arteaga   | FC New York                  | 3    |
| 2    | Andriy Budnyi    | Wilmington Hammerheads       | 3    |
| 2    | Matthew Delicate | Richmond Kickers             | 3    |
| 2    | Fredy Montero    | Seattle Sounders FC          | 3    |
| 6    | Darren Toby      | Charlotte Eagles             | 2    |
| 6    | Orr Barouch      | Chicago Fire                 | 2    |
| 6    | Dominic Oduro    | Chicago Fire                 | 2    |
| 6    | Jackson          | FC Dallas                    | 2    |
| 6    | Robbie Christner | Kitsap Pumas                 | 2    |
| 6    | Mehrshad Momeni  | Los Angeles Blues            | 2    |
| 6    | Jed Hohlbein     | Madison 56ers                | 2    |
| 6    | Stefan Dimitrov  | New York Pancyprian-Freedoms | 2    |
| 6    | Devorn Jorsling  | Orlando City SC              | 2    |
| 6    | Shaka Bangura    | Richmond Kickers             | 2    |
| 6    | Mike Fucito      | Seattle Sounders FC          | 2    |
| 6    | Luke Mulholland  | Wilmington Hammerheads       | 2    |